# Корабельна архітектура

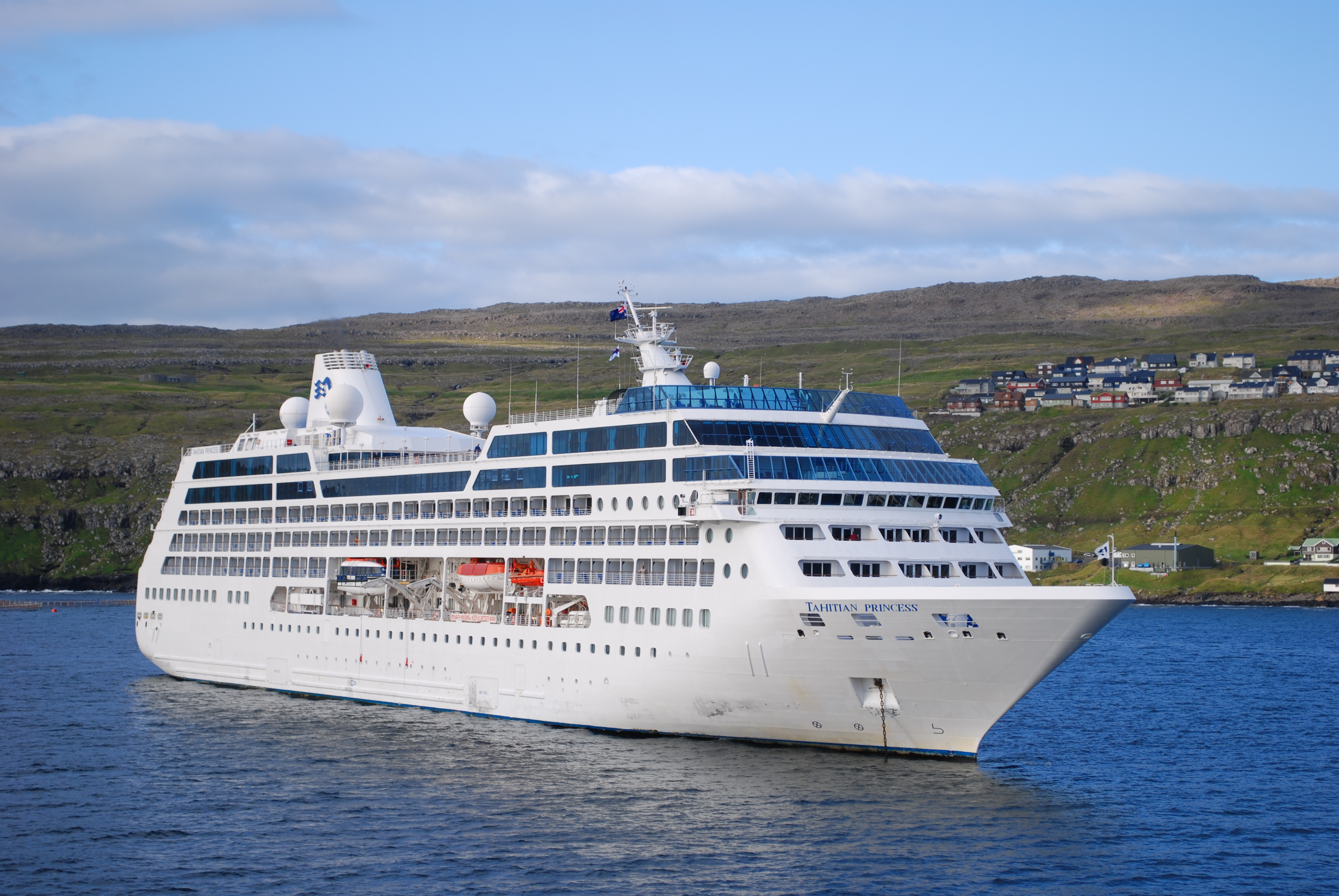
Круїзне судно «Принцеса Таїті» (2009)

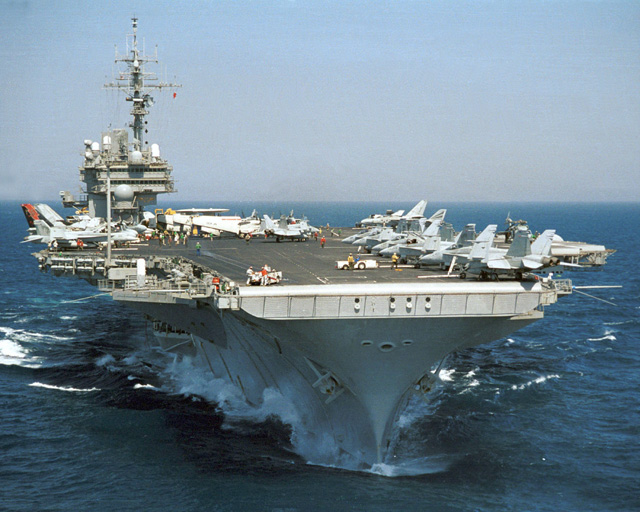
Авіаносець «Кітті-Хок»

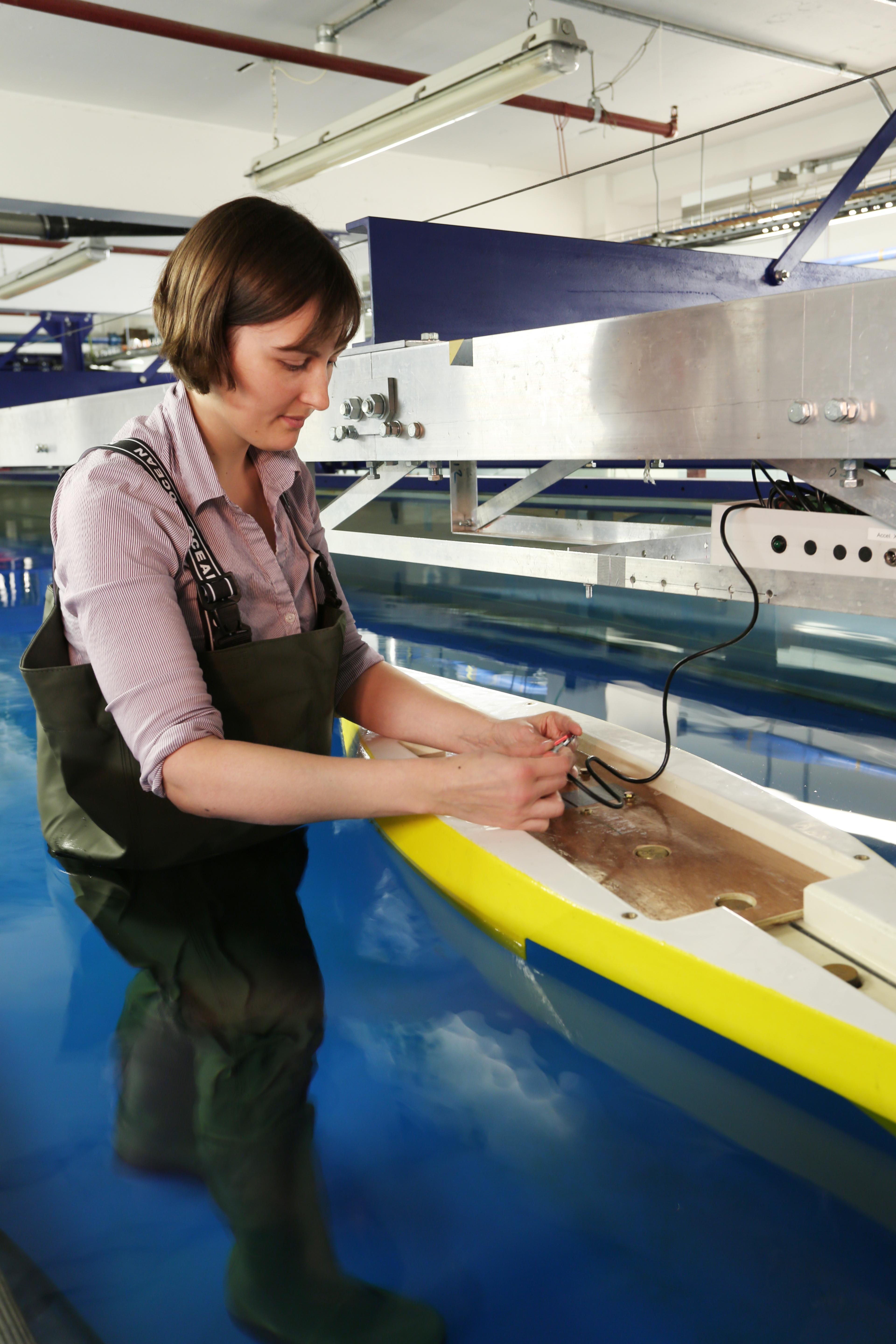
Корабельний архітектор за роботою

Корабе́льна архітекту́ра (англ. naval architecture, naval engineering) — наука про функціональне та архітектурне формування судна загалом і окремих його елементів а також, узагальнювальна назва сукупності суднобудівних наукових дисциплін, що у другій половині XX століття сформувались як самостійні, таких як: теорія корабля, будівельна механіка корабля, теорія проєктування суден, технологія суднобудування, конструкція корпуса судна, суднові енергетичні установки тощо. Термін «корабельна архітектура» вживається також, коли мають на увазі структурно-компонувальні та дизайнерські вирішення у конструкції судна (корабля).

## Наукові основи проєктування суден
Проєктування кораблів і суден ґрунтується на теорії корабля як науці про навігаційні (морехідні) якості судна та будівельній механіці корабля, котра гарантує міцність його конструкції.
Рівень розвитку суднобудування залежить від технології суднобудування, що спирається на досягнення науково-технічного прогресу у сфері організації суднобудівного виробництва та побудови суден.
Нині теорія проєктування суден інтенсивно розвивається як самостійна наука, основною метою якої є забезпечення ефективності експлуатації та безпеки плавання суден. Ці завдання вирішують на основі аналізу основних функціональних операцій, що здійснюються суднами, залежності їх результату від рівня морехідних якостей суден, їх міцності, ефективності та злагодженості роботи механізмів, систем, устаткування та екіпажів. Створюють моделі технічних, навігаційних і економічних властивостей судна та формують моделі функціювання, що враховують особливості природного і соціального середовищ існування судна. Випадковий характер явищ, що супроводжують функціональні операції судна у цих середовищах, обумовлює формування моделей функціювання у класі випадкових функцій. Подальший пошук розв'язків завдань функціювання судна виконують за допомогою математичного або імітаційного моделювання процесів його експлуатації. Рівень технічної досконалості судна і корисності продуктивного періоду його експлуатації визначають за критеріями технічної і економічної ефективності, у складі яких домінують такі показники ефективності, як імовірність виконання судном сукупності основних функціональних операцій, ймовірнісні характеристики вартості його побудови та експлуатації.

## Принципи корабельної архітектури
Метою дисципліни «Корабельна архітектура» є надання судну, що проєктується, не лише технічної досконалості, а й інформативності й естетичного вигляду. Виконання поставлених завдань вимагає дотримання низки принципів проєктування: забезпечення конструктивної доцільності судна; оптимальності вибору конструкційних матеріалів; збереження композиційної єдності, гармонійності, завершеності розмірності судна та окремих його частин; застосування під час проєктування різних способів композиції (пропорції, ритм, модулі, контрасти, фактура тощо); візуалізація результатів проєктування (комп'ютерна візуалізація, виготовлення макетів і моделей судна). Суттєве значення мають форма носової частини, наявність ліній вигину борту, вирізів тощо, що зумовлюють динамічність судна та його морехідні якості.
Для сучасних суден характерні похила форма форштевня, наявність носового бульба, що зменшує хвильовий опір води. Особливою відмінністю архітектурно-конструктивного типу вантажних суден є ступінь відкритості вантажних люків, що впливає на ефективність виконання вантажних робіт і на загальний вигляд судна. Значну роль відіграють також окремі елементи судна (кількість і довжина ярусів надбудов, форма димових труб, щогли тощо). Архітектура великих пасажирських суден вирізняється застосуванням елементів, що підкреслюють композиційну єдність судна, його технічну і естетичну досконалість. В архітектурі військових кораблів вирішальну роль відіграють питання бойової і конструктивної довершеності.

## Внесок українських вчених
В Україні розвиток методів пошуку оптимальних проєктних вирішень кораблів і суден на основі застосування методів теорії марковських випадкових процесів здійснюють науковці Національного університету кораблебудування імені адмірала Макарова (Миколаїв). Цей розвиток базується на розробленій раніше стохастичній теорії стійкості істотно нелінійної хитавиці кораблів і суден у гранично жорстких штормових умовах плавання, яка започаткувала новий науковий напрям у сучасній теорії корабля.
Значний внесок у розвиток теорії корабля як однієї з основ теорії проєктування суден зробили роботи вчених Інституту гідромеханіки НАН України академіків Павленка Г. Є. (насамперед у галузі ходовості суден), Логвиновича Г. В. (теорія руху тіл у рідині з великими швидкостями в умовах суперкавітації) професора Панченкова А. М. (теорія підводного крила і ходовості екранопланів) тощо.
Розвиток теоретичних основ будівельної механіки корабля в Україні здійснюють вчені наукової школи Суслова В. П. у Національному університеті кораблебудування імені адмірала Макарова. У галузі технології суднобудування у цьому ж університеті нові наукові напрями формуються під керівництвом професора Рашковського О. С., якого за роботи з розроблення технології виробництва і впровадження композитних плавучих споруд 2007 відзначено Державною премією України в галузі науки і техніки. 2011 цієї ж премії удостоєно групу українських учених, яка під керівництвом професора Рижкова С. С. вирішила повний цикл проблем корабельної архітектури, що стосуються універсальних транспортних суден і засобів океанотехніки: розроблення і реалізація нової методології проєктування і конструювання суден, створення на основі розвинених теорій стійкості, надійності та ефективності суден, практичним результатом якої стали програмні комплекси дослідницького проєктування і доконтрактного опрацьовування проєктів, вибору головних розмірень універсальних транспортних суден, оцінки їхніх цінових характеристик та безпеки плавання; розроблення наукових основ сучасної корабельної інженерії та їхньої реалізації на основі інтегрального підходу до проєктування, конструювання і побудови суден тощо.